# YIVO
El Instituto YIVO de Investigación Judía (en inglés, YIVO Institute for Jewish Research), más conocido por su acrónimo YIVO (en yidis, ייִוואָ eyvo), es una organización que preserva, estudia y enseña la historia cultural de la vida judía en Europa oriental, Alemania y Rusia, así como ortografía, lexicografía y otros estudios relacionados con la lengua yidis o judeoalemana. Fundado en 1925 en Vilna, en la Segunda República polaca —hoy en Lituania— como el Instituto Científico Judío (ייִדישער װיסנשאַפֿטלעכער אינסטיטוט yidisher visnshaftlekher institut), y actualmente con sede en Nueva York, Estados Unidos.
El YIVO es ahora socio del Centro de Historia Judía. Anteriormente, tenían lingüistas cuya ocupación principal era decidir las reglas gramaticales y las nuevas palabras, y durante este tiempo el YIVO fue visto como la academia de la lengua de facto del yidis. Sin embargo, hoy en día ya no cumple este propósito, aunque el sistema de YIVO todavía se enseña comúnmente en las universidades y se le conoce como el klal shprakh (כּלל־שפּראַך, que significa ‘idioma estándar’) y, a veces, también como «yidis de YIVO» (en yidis, ייִוואָ־ייִדיש eyvo-eydish).
Su actual director es el académico, autor, historiador y editor Jonathan Brent, que fue elegido en 2009.

## Historia
YIVO fue propuesto inicialmente por el lingüista y escritor yidis Nochum Shtif en su memorándum Sobre un instituto académico yidis de 1925. Caracterizó su defensa del yidis como sionismo «realista», en contraste con los hebraístas «visionarios» y los asimilacionistas «que se odian a sí mismos» que adoptaron el ruso o el polaco. Otros fundadores clave fueron el filólogo letón Max Weinreich y el historiador ucraniano Elias Tcherikower.
YIVO se fundó en una conferencia de Berlín en 1925, pero su sede se encontraba en Vilna, una ciudad con una gran población judía en la Segunda República polaca. El primer YIVO también tenía ramas en Berlín, Varsovia y Nueva York. Durante la siguiente década, surgieron grupos más pequeños en muchos de los otros países con poblaciones asquenazíes.
En las primeras décadas de YIVO, Tcherikower dirigió la sección de investigación histórica, que también incluía a Simón Dubnov, Saul M. Ginsburg, Abraham Menes y Jakub Szacki. Leibush Lehrer encabezó una sección que incluía a los psicólogos y educadores Abraham Golomb, H. S. Kasdan y Abraham Aaron Roback. Jacob Lestschinsky encabezó una sección de economistas y demógrafos Ben-Adir, Liebmann Hersch y Moshe Shalit. La sección de lengua y literatura de Weinreich incluía a Judah Leib Cahan, Alexander Harkavy, Judah A. Joffe, Zēligs Kalmanovičs, Samuel Niger, Noach Pryłucki y Zalman Reisen.
YIVO también recopiló y conservó materiales etnográficos bajo la dirección de su comité etnográfico. En 1925, el consejo de administración honorario o curatorium de YIVO estaba formado por Simón Dubnov, Albert Einstein, Sigmund Freud, Moses Gaster, Edward Sapir y Chaim Zhitlowsky.
De 1934 a 1940, YIVO operó un programa de formación de posgrado conocido como Aspirantur. El programa, que lleva el nombre de Cemach Szabad, presidente de YIVO, impartió clases y guio a los estudiantes en la realización de investigaciones originales en el campo de los estudios judaicos. Muchos de los proyectos de los estudiantes eran de naturaleza sociológica —lo que refleja la participación de Max Weinreich— y recogieron información sobre la vida judía contemporánea en la región de Vilna.
El avance nazi en Europa oriental hizo que YIVO trasladase sus operaciones a la ciudad de Nueva York, en Estados Unidos. Un segundo centro importante, conocido como Fundación YIVO, se estableció en Buenos Aires, Argentina. Los cuatro directores de las secciones de investigación de YIVO ya estaban en América cuando estalló la guerra o pudieron llegar allí. La nueva sede de la organización se estableció en la ciudad de Nueva York. Una parte de los archivos de Vilna fue saqueada por los nazis y enviada a Fráncfort para convertirse en la base de un departamento antisemita de la universidad planificada por los nazis. En 1946, el ejército estadounidense recuperó estos documentos y los envió a YIVO en Nueva York.
La Biblioteca YIVO fue saqueada por los alemanes y el Einsatzstab Reichsleiter Rosenberg, pero una organización que se hacía llamar la Brigada del papel logró sacar de contrabando muchos libros y preservarlos de la destrucción. Estos materiales fueron luego salvados de los soviéticos por un bibliotecario lituano, Antanas Ulpis, colocándolos en el sótano de una iglesia de Vilna. Estos materiales se encuentran ahora en el Archivo Estatal Central de Lituania y la Biblioteca Nacional de Lituania Martynas Mažvydas. En 2014, con la cooperación del gobierno lituano, Jonathan Brent estableció el histórico proyecto Edward Blank YIVO Vilna Online Collections en YIVO para preservar y digitalizar más de un millón quinientos mil documentos y aproximadamente doce mil doscientos libros que representan quinientos años de historia judía en Oriente, Europa y Rusia. En 2015, la historiadora Lara Lempertienė fue la encargada de valorar toda la colección lituana.
Además de la ciudad de Nueva York y Buenos Aires, la Sociedad YIVO de Chicago (en inglés, Chicago YIVO Society) es un tercer centro activo en la actualidad.

## Actividades
YIVO conserva manuscritos, libros raros, diarios y otras fuentes yidis. La Biblioteca YIVO de Nueva York contiene más de 385 000 volúmenes que datan del siglo XVI. Aproximadamente cuarenta mil volúmenes están en yidis, lo que convierte a la Biblioteca YIVO en la colección de obras en yidis más grande del mundo. Los archivos de YIVO contienen más de veintitrés millones de documentos, fotografías, grabaciones, carteles, películas y otros artefactos. Juntos, comprenden la colección más grande del mundo de materiales relacionados con la historia y la cultura de los judíos de Europa central y oriental y la experiencia de los inmigrantes judíos estadounidenses. Las colecciones de archivos y bibliotecas incluyen obras en doce idiomas principales, incluidos inglés, francés, alemán, hebreo, ruso, polaco y judeoespañol.
YIVO también funciona como editor de libros en yidis y de publicaciones periódicas, incluidas YIVO Bleter (fundada en 1931), Yedies Fun YIVO (fundada en 1929) y Yidishe Shprakh (fundada en 1941). También es responsable de publicaciones en inglés como la YIVO Annual of Jewish Social Studies (fundada en 1946).

## Publicaciones
YIVO ha emprendido muchos proyectos importantes de publicaciones académicas, el más reciente es la Enciclopedia YIVO de judíos en Europa Oriental, publicada en marzo de 2008 en cooperación con Yale University Press. Esta enciclopedia está accesible en línea desde 2010 y es gratuita.
Bajo la dirección del editor en jefe Gershon Hundert, profesor de historia y estudios judaicos en la Universidad McGill, en Montreal, Canadá, esta obra de referencia sin precedentes representa sistemáticamente la historia y la cultura de los judíos de Europa Oriental desde su primer asentamiento en la región hasta el presente día. Más de mil ochocientas entradas alfabéticas abarcan una amplia gama de temas que incluyen religión, folclore, política, arte, música, teatro, lengua y literatura, lugares, organizaciones, movimientos intelectuales y figuras importantes. El conjunto de dos volúmenes también incluye más de mil ilustraciones y cincuenta y cinco mapas. Con contribuciones originales de un equipo internacional de cuatrocientos cincuenta distinguidos académicos, la enciclopedia cubre la región entre Alemania y los montes Urales, desde donde más de 2 500 000 judíos emigraron a los Estados Unidos entre 1870 y 1920.